# Centro Habana
Centro Habana (span. für Havanna-Mitte) ist ein Stadtbezirk im Rang eines Municipios in der kubanischen Provinz und Hauptstadt Havanna. Er befindet sich im zentralen Norden der Hauptstadt.

## Geografische Lage und politische Gliederung
Centro Habana grenzt im Norden an die Floridastraße, im Süden an den Stadtbezirk Cerro, im Westen an Plaza de la Revolución und im Osten an die Altstadt Havannas, Habana Vieja. Der Name Centro ist nicht nur ein Indikator für seine Lage inmitten der Stadt. Der Stadtbezirk stellt auch ein Bindeglied zwischen der historischen Altstadt Habana Viejas und der Moderne, wie sie das zu Plaza gehörende Vedado repräsentiert. Zusammen mit Habana Vieja bildet Centro das traditionelle Zentrum Havannas. Es hat eine Fläche von 3,5 km², was nur rund ein Prozent der Gesamtfläche der Provinz Havanna entspricht. In städtischer Umgebung gibt es keinerlei landwirtschaftliche Nutzfläche.
Centro Habana ist in die fünf kleineren Verwaltungseinheiten Consejos populares aufgeteilt: Cayo Hueso, Dragones, Los Sitios, Colón und Pueblo Nuevo.

## Demografie
Centro Habana hat 140.234 Einwohner auf 3,42 Quadratkilometern, was einer Bevölkerungsdichte von rund 41.004 Einwohnern je Quadratkilometer entspricht (Zensus 2012). Dieser Stadtbezirk ist der am dichtesten besiedelte Havannas.

## Geschichte

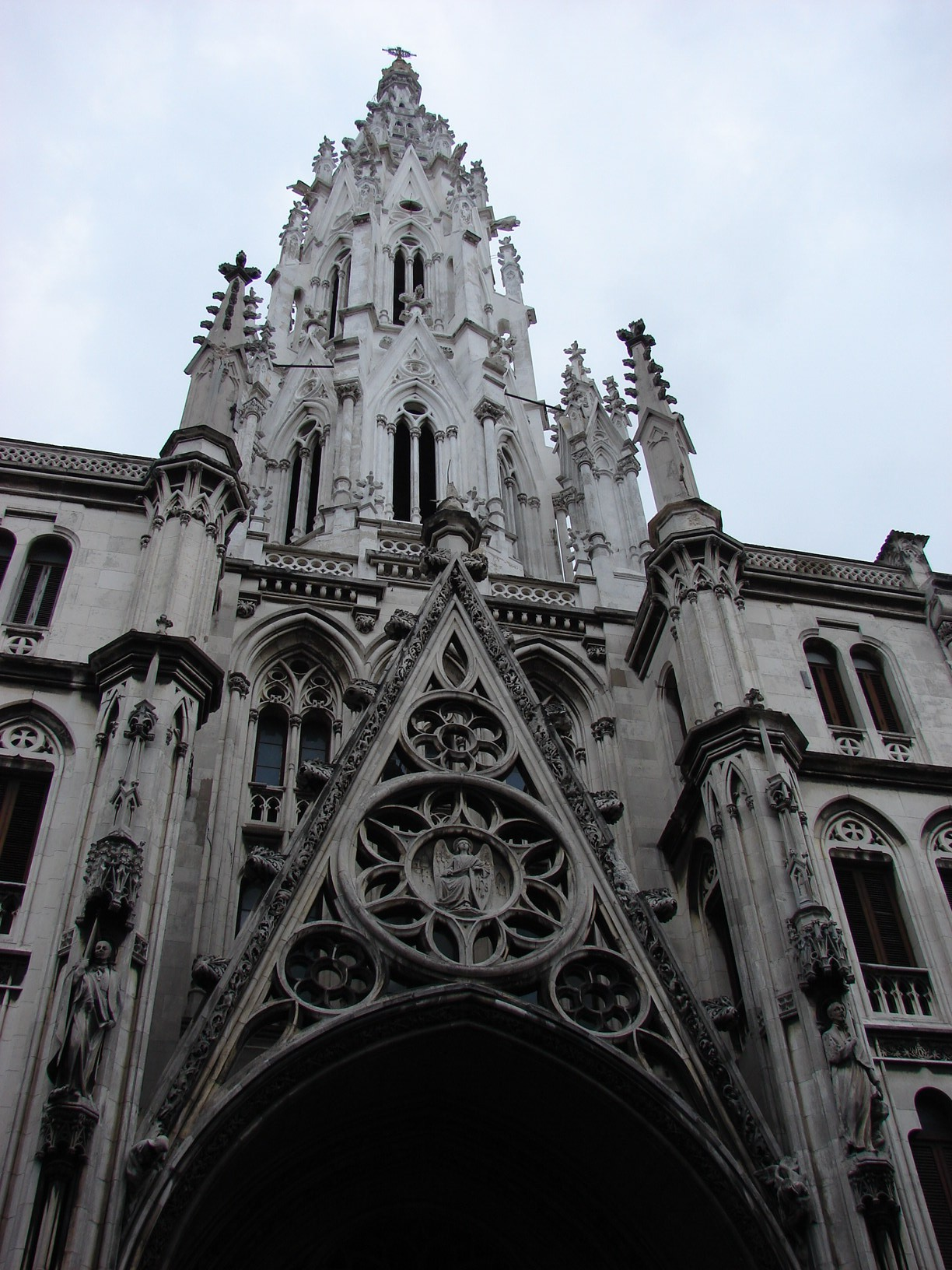
Fassade der Iglesia del Sagrado Corazón de Jesús in der Calle Reina

Soweit bekannt, gab es die ersten Ansiedlungen in diesem Gebiet mit Beginn der Kolonisierung, zusammen mit Gründung der Siedlung Villa de San Cristóbal de La Habana, aus der Havanna erwuchs. Außerdem gab es vor Gründung dieser Ansiedlung Anfang des 16. Jahrhunderts in diesem Gebiet wohl kleinere Gruppen indianischer Ureinwohner.
Die Expansion in das Umfeld der Villa de San Cristóbal de la Habana in Form ländlicher und städtischer Fincas begann Mitte bis Ende des 18. Jahrhunderts mit der Herrschaft der Briten und der dadurch erfolgten wirtschaftlichen Liberalisierung auf der Insel Kuba. Dies bewirkte, dass einige Stadtteile, die noch innerhalb der Stadtmauern lagen, sich entlang einer befestigten Straße über die Puerta de Reina (Königinnentor) von der Stadtmauer aus bis zur Belascoaín (noch eine Straße in Havanna) ausbreitete. Mit der neuen Fähigkeit der lokalen Industrie, Pflanzungen herzustellen und auch zu exportieren, konnte die Bevölkerung bessere und dauerhaftere Wohnhäuser bauen, durch die der unterschiedliche gesellschaftliche Rang zum Ausdruck kam. Die ärmere Bevölkerung begann sich südlich der bisherigen Stadtbefestigungen in den heutigen Barrios Guadalupe und Jesús María anzusiedeln. Weiterhin wurden die Wege zum fruchtbaren Land außerhalb Havannas besiedelt: Calzada de Monte (seit um 1960 10 de octubre – Straße des 10. Oktobers), in südwestlicher Richtung, welche sich später in Höhe von Tejas (Texas) in südliche Richtung in die Calzada de Jesús del Monte (seit um 1960 10 de octubre) und in westliche Richtung in die Calzada del Cerro aufspaltet. Letztere bildete über die Calzada de Puentes Grandes mit der Calzada Real de Marianao eine Verbindung zur Provinz Pinar del Río über das berühmt gewordene Tabankanbaugebiet Vuelta Abajo, viele kleiner Dörfer anschließend, die via Tagesritt zu Pferde erreichbar waren und eine bessere Entwicklung und Anbindung zwischen den Tabakanbaugebieten und den Fabriken in Havanna erlaubten.

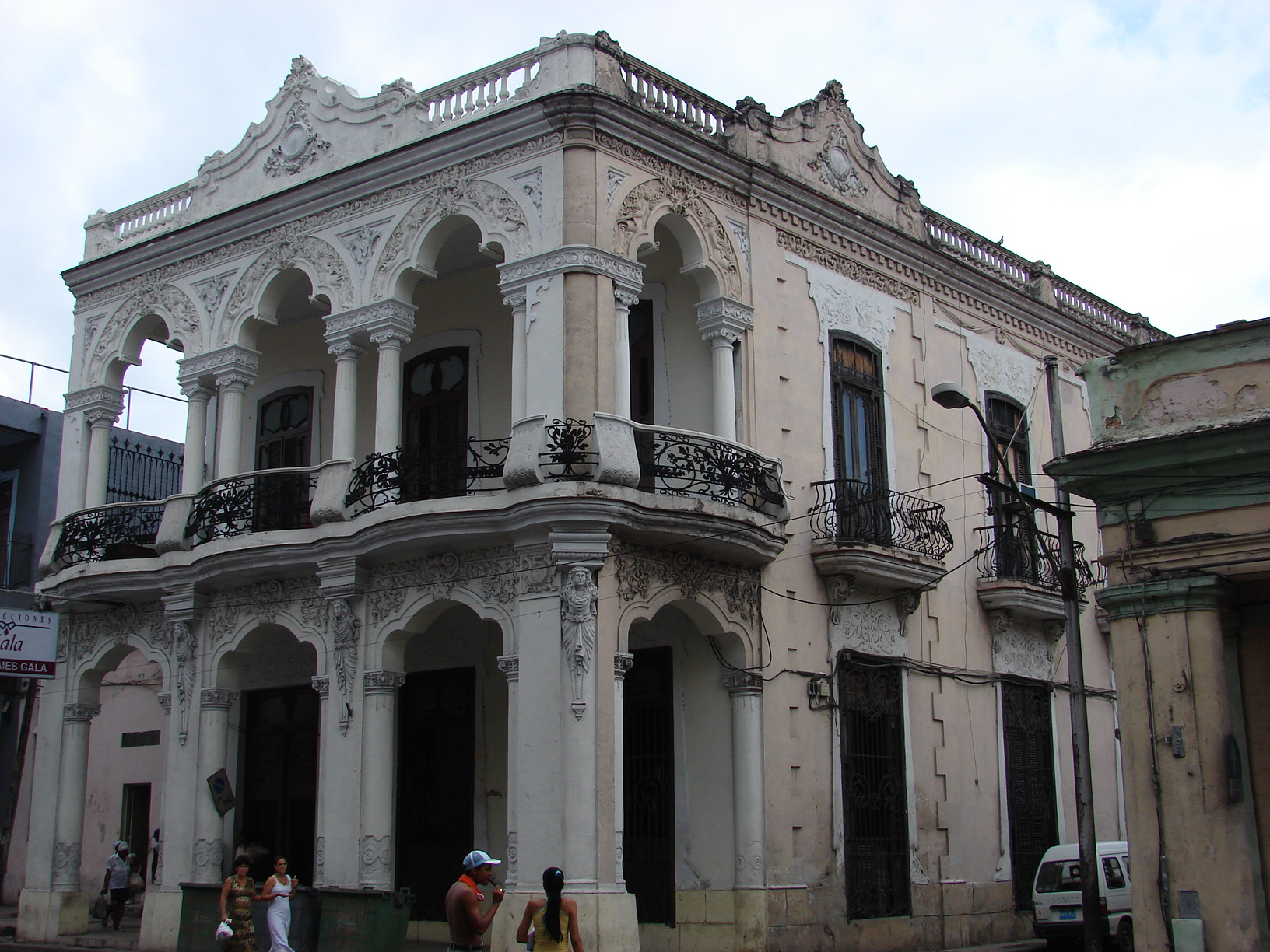
Casona de la Calle Reina - Centro Habana

Zu den ersten Barrios außerhalb der Stadtbefestigungen am Ende des 18. Jahrhunderts zählen Peñalver, San Nicolás, Chávez, La Punta, Monserrate sowie Dragones. 1818 erfolgte eine Normierung der Stadtentwicklung, welche eine Geradeausführung sowie rechtwinklige Kreuzung der Straßen vorschrieb. Diese Veränderungen konzentrierten sich nicht ausschließlich in größeren Bauten, sondern in einem Plan zum Bau von Haupt- und Nebenstraßen und außerdem einem ambitionierten Programm zur Wertsteigerung zwischen 1827 und 1840. Dies betraf vor allem den Paseo de Isabel II (damals wie heute bekannt als Paseo del Prado und später zu Paseo de Martí umbenannt), den Paseo de Tacón (später Carlos III, heute Avenida Salvador Allende). Der Tancón verlängerte sich in einer großen West-Ost-Achse zur Reina, was den im Castillo del Príncipe stationierten Truppen einen schnellen Durchmarsch im Falle von Unruhen in der Hauptstadt erlauben würde.
Des Weiteren wurden zahlreiche repräsentative Möglichkeiten für Spaziergänge und Aufmärsche geschaffen. Zudem wurden die Straßen befestigt und Theater, Hotels, Cafés und Geschäfte gebaut. So verlagerte sich das Zentrum Havannas vom Hafen in die Zone, außerhalb der Stadtmauern, welche den Paseo del Prado, den Parque Central und den Parque de la Fraternidad umfasst. Die Stadtmauer war militärisch obsolet geworden. Sie wurde ab 1863 abgerissen, da sie ein Hindernis für die Expansion der Stadt und der Intensivierung des Verkehrs war.

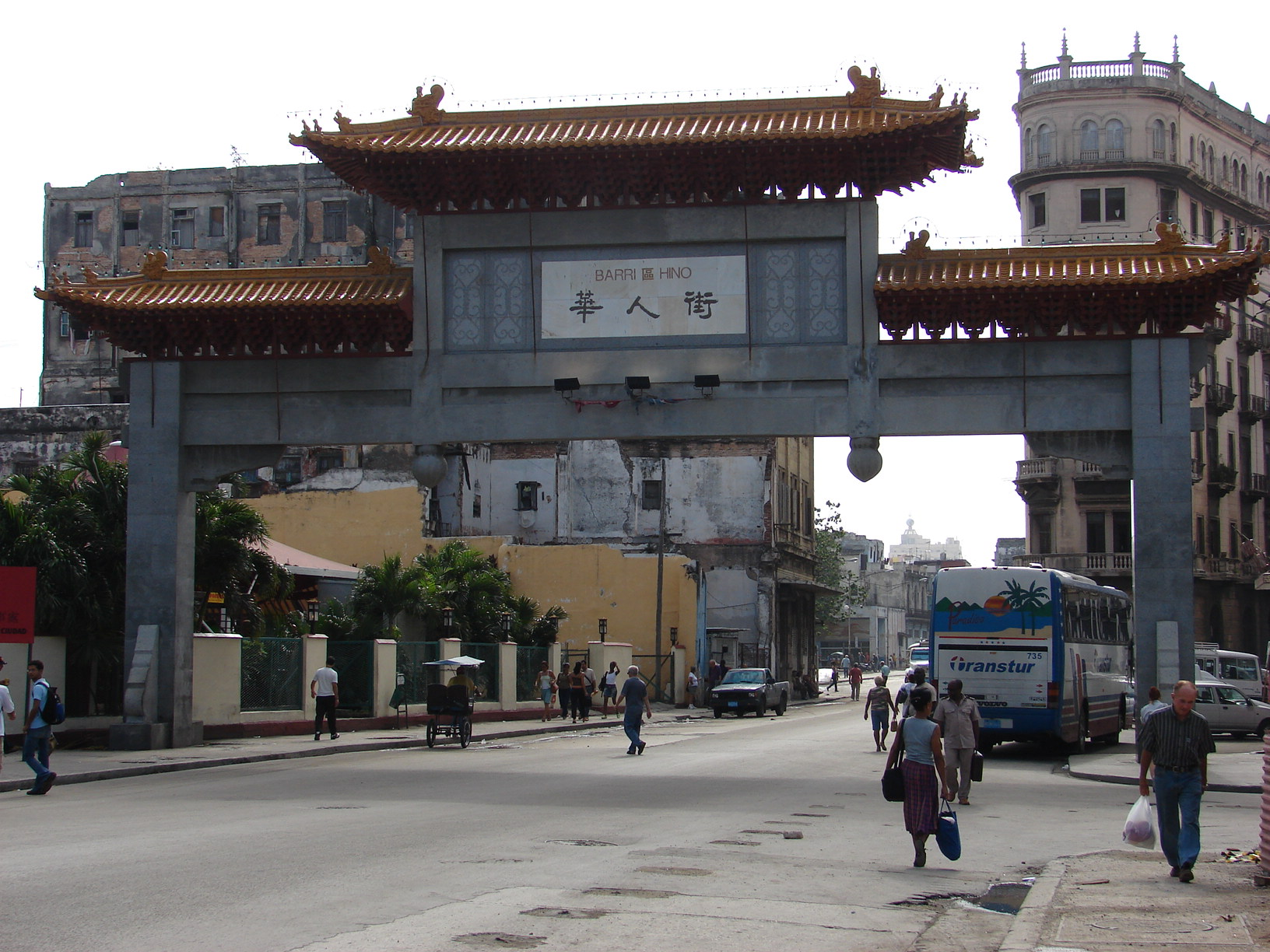
Haupttor zum Barrio Chino von Havanna

Zum Ausgang des 19. Jahrhunderts siedelten chinesische Einwanderer in der Gegend um die Calle Zanja und Calle de los Dragones (Straße der Drachen). Es entstanden ab 1874 verschiedenste Unternehmen, wie Läden, Gasthäuser, Wäschereien. Sie kamen gemäß offiziellen Quellen mehrheitlich aus der Provinz Guangdong (Kanton), wo zu dieser Zeit eine verstärkte politische und religiöse Verfolgung herrschte. Insgesamt siedelten wohl mehr als 150.000 Chinesen auf dem kubanischen Archipel. Die chinesische Gemeinschaft in Kuba entwickelte sich zeitweise zu einer der prosperierendsten und wichtigsten ganz Amerikas. Ihre Mitglieder vereinigten sich in landsmannschaftlichen, beruflichen und geschäftlichen Vereinigungen. Einige davon gibt es noch. Während sich die Chinesen und deren Nachkommen überall auf dem kubanischen Archipel verteilten, hatte sich das Chinatown Havannas als die erste chinesische Ansiedlung auf Kuba etabliert. Mit dem Sieg der Revolution und den darauf folgenden entschädigungslosen Enteignungen und Verstaatlichungen verkam der Stadtteil zusehends. Die rund 250.000 Chinesen, die dort bis zu diesem Zeitpunkt noch lebten, wurden verdrängt, bis vom Barrio Chino nur noch ein unbedeutender Rest verblieb. Trotz der Anstrengungen der Restauratoren Havannas, den Barrio wieder herzurichten, fehlen seine ursprünglichen Bewohner.
Mit der Verwaltungsreform im Jahre 1976 wurden die fünf alten Vorstädte Havannas, Colón, Dragones, Cayo Hueso, Pueblo Nuevo und Los Sitios zu einem Municipio vereinigt.

## Wirtschaft
Die Wirtschaft von Centro Habana besteht zum größten Teil aus Handel, Dienstleistungen, Tourismus, Leichtindustrie, wie der Fertigung von Textilien, Hygieneartikeln, Zigarren, Getränkekonzentrate sowie alkoholischen und Erfrischungsgetränken. Auf dem Gebiet des Municipios befinden sich unter anderen die Zigarrenfabriken „José Martí“, „Carlos Baliño“ und „Antonio Briones Montoto“. Außerdem liegt hier die nationale Hauptstelle der Zentralgewerkschaft CTC, das Ministerio de la Industria Básica (Ministerium für Basisindustrie, MINBAS), die kubanische Telekommunikationsgesellschaft ETECSA, Radio Habana Cuba und Radio Progreso.

## Gesundheit
In Centro Habana gibt es zwei größere Krankenhäuser. Das eine ist das „Hermanos Ameijeiras“, in Betrieb genommen 1982, wo die ersten Herztransplantationen Kubas vorgenommen wurden. Das 1920 gegründete ist das Hospital municipal (Kreiskrankenhaus) „Freyre de Andrade“, bekannt als „Emergencias“. Außerdem sind in diesem Municipio das Instituto de Higiene y Epidemiología (Institut für Hygiene und Epidemiologie), das Instituto de Nutrición (Ernährungsinstitut) sowie die Empresa de Productos Biológicos y Zoonosis (Unternehmen für biologische Produkte und Zoonose) „Carlos J. Finlay“. Daneben gibt es in fünf Polikliniken, eine Zahnklinik, ein Mütterheim, fünf Seniorenheime, eine Einheit für Hygiene und Epidemiologie, eine Schmerzklinik sowie ein geriatrisches Zentrum. Das Kinderkrankenhaus Pedriático de Centro Habana zählt zu den besten der Stadt Havanna.

## Bildung
Der Stadtbezirk Centro Habana beherbergt insgesamt 24 Kindergärten, 26 Grundschulen, sieben Oberschulen, sechs Spezialschulen, eine Schule für bildende Künste, ein Polytechnikum, ein Sprachenzentrum, ein Zentrum für Erwachsenenbildung sowie das Instituto Superior de Diseño (Institut für Industriedesign, ISDi).

## Kultur
Im Municipio Centro Habana gibt es verschiedene kulturelle Zentren. Zu diesen gehören
- die Escuela de Música (Musikschule) „Amadeo Roldán“,
- das Museum José Lezama Lima, wo der Autor des Romans „Paraiso“ (Paradies) lebte,
- das Casa de la Cultura (Haus der Kulturen) „Joseíto Fernández“, wo zahlreiche Programme zur Förderung der Künste in der Gemeinde entstanden und wo sich auch die Biblioteca Municipal befindet,
- die Sociedad Económica Amigos del País, eine der ältesten Institutionen Kubas und Herberge des Instituto de Literatura y Lingüística (Institut für Literatur und Linguistik), in dessen Besitz sich Dokumente von großem historischen Wert befinden.

Im Municipio bestehen drei Theater, das „América“, das „Astral“ sowie das „Teatro Musical“ (Musicaltheater). In allen drei Theatern traten und treten regelmäßig nationale und internationale Talente auf.
Die hispanischen Traditionen werden in den spanischstämmigen Gemeinschaften stark gepflegt. Auch die chinesische Kultur ist präsent. Ihr größter Ausdruck ist das Barrio Chino, wo die kulinarischen, künstlerischen und martialischen Traditionen dieser Kultur erlebbar sind.
Ein weiterer erwähnenswerter Ort ist der Callejón de Hamel, eine Gasse, die die Kreativität kubanischer Künstler zeigt und wo an verschiedenen Orten zahlreiche kulturelle Veranstaltungen stattfinden.
Von der Verwaltung des Municipios wird regelmäßig die Medaille „Torneón de San Lázaro“ vergeben. Sie ist für Persönlichkeiten gedacht, die sich für das gemeinschaftliche Leben einsetzen. Die dem Komponisten Gonzalo Roig gewidmete jährliche Kulturwoche wird im Juli gefeiert.

## Städtepartnerschaften
Centro Habana unterhält Partnerschaften mit folgenden ausländischen Städten
- Cunit, Katalonien, Spanien
- L’Hospitalet de Llobregat, Katalonien, Spanien
- Paiporta, Comunidad Valenciana, Spanien